# The Flow Clocker Vol. 1
The Flow Clocker Vol. 1 è il terzo mixtape del rapper italiano Emis Killa e del produttore italiano Zanna Mr Airforce, pubblicato il 2 aprile 2011 dalla Blocco Recordz.

## Tracce
Testi di Emiliano Giambelli.
1. The Flow Clocker Intro – 1:22
2. Abbracci (feat. Cane Secco) – 2:40
3. MI.TO (feat. Fred De Palma) – 2:22
4. Groupie Love – 2:14
5. Godzilla Flow Freestyle – 1:52
6. Ho scritto un testo (feat. Duellz) – 3:02
7. Buona la prima (feat. Ensi) – 2:04
8. Riempimi le tasche (feat. G. Soave) (prod. Zanna Mr Airforce) – 3:28
9. Non credo (feat. Danny Damn Vito, DJ Tel Aviv) – 2:48
10. Veri e falsi (feat. G. Soave, Sistah Kinky) – 2:54
11. La mia risposta (feat. Duellz) – 3:24
12. Run to the Roc (feat. Amir) – 2:48
13. Vieni qua (feat. Rox) – 2:48
14. Hate/Love Freestyle – 0:59
15. Dramma Music (feat. Montenero) – 2:00
16. Tagli (feat. Entics) (prod. Danny) – 3:39
17. Beatbox Shit (feat. Rise, Gabba, Agon) (prod. Gccio) – 3:40